# آسیا نوریس
آسیا نوریس (انگلیسی: Assia Noris؛ ۱۶ فوریهٔ ۱۹۱۲ – ۲۷ ژانویهٔ ۱۹۹۸) یک هنرپیشه اهل ایتالیا بود. 
از فیلم‌ها یا برنامه‌های تلویزیونی که وی در آن نقش داشته است می‌توان به سه احمق خوش‌شانس، داستان عشق و دورا نلسون اشاره کرد.